# مؤسسة تامر للتعليم المجتمعي

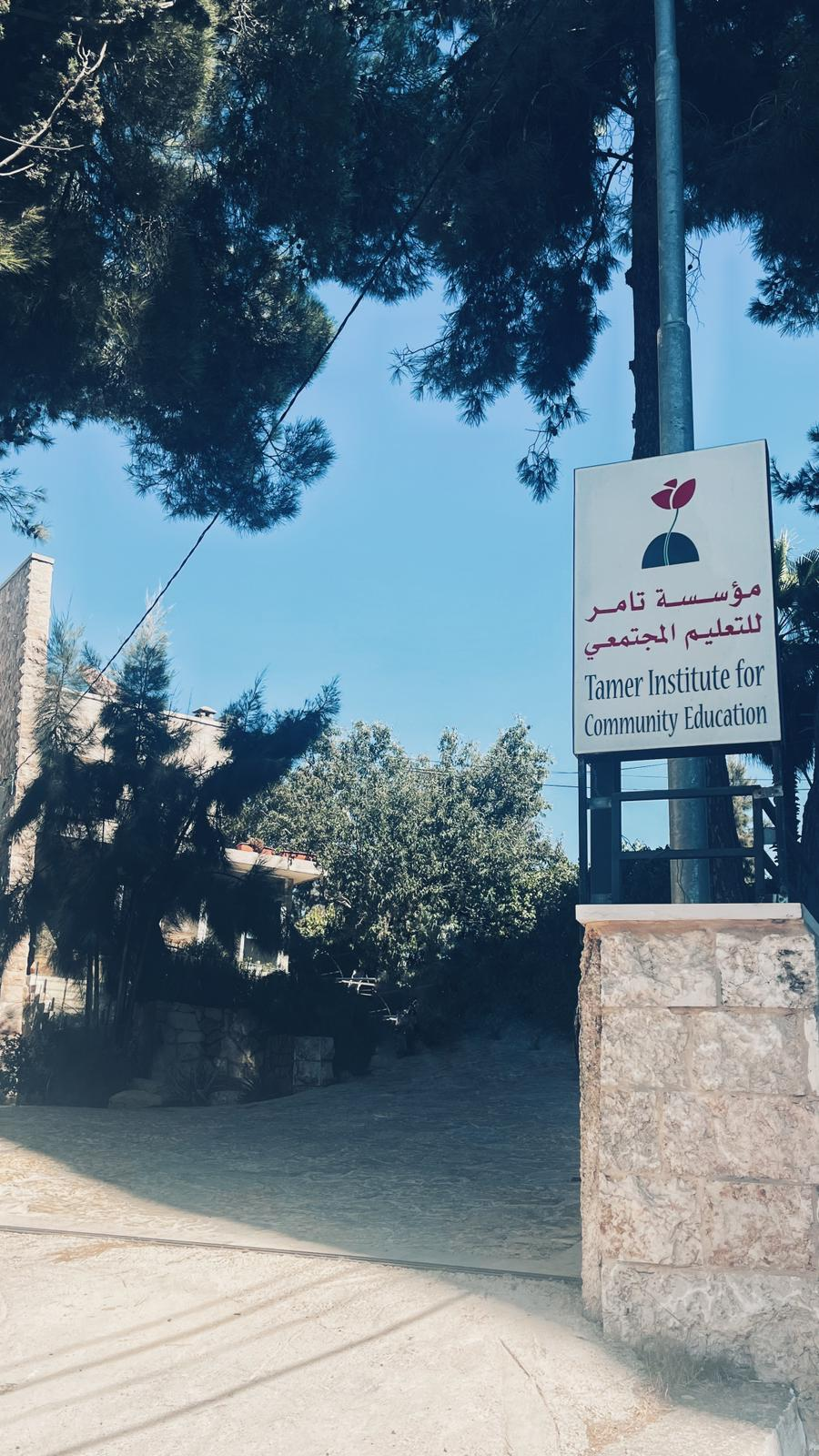
صورة لمدخل مقر المؤسسة الرئيسي في رام الله

مؤسسة تامر للتعليم المجتمعي هي منظمة تعليمية غير حكومية وغير ربحية تأسست عام 1989 استجابةً للاحتياجات الفلسطينية خلال الانتفاضة الفلسطينية الأولى، وكان مقرها في مدينة القدس ثم انتقل لاحقًا نتيجة المضايقات الإسرائيلية إلى مدينة رام الله ولها فرع في مدينة غزة. وتعمل في المقام الأول مع الأطفال والشباب ولصالحهم، وتوفر بيئات ومواد تعليمية آمنة. وتدير تامر وحدة للنشر، وتعد نشرات إخبارية، وتعقد دورات لأمناء المكتبات، وترتب ورش عمل، وتتبرع بالكتب للمكتبات المحلية وتنظم حملة سنوية للقراءة والكتابة.

## الأهداف
من الأهداف الإستراتيجية للمؤسسة دعم الإنتاج البحثي والأدبي في مجال أدب الأطفال، وتعزيز القراءة والكتابة والتعبير عن الذات بكافة أشكاله خاصة لدى الأطفال واليافعين، بالإضافة إلى بناء بيئة مساندة لثقافة التعلم في فلسطين عن طريق خلق بيئة غير تقليدية ونقدية للتعلم.

## جوائز

#### جائزة أستريد ليندغرين التذكارية
في عام 2009، فازت المؤسسة بأكبر جائزة في أدب الأطفال بحوالي 5 مليون كرونة سويدية (أي ما يقرب من 460 ألف يورو)، هذه الجائزة من المجلس السويدي للفنون، تقديراً لـعمل أستريد ليندغرين كمشجع للقراءة. ومؤسسة تامر واحدة من مؤسستين فازت بالجائزة في الفترة 2003-2012.

#### جائزة اتصالات لكتاب الطفل
في عام 2014، فازت مؤسسة تامر والكاتبة سونيا نمر بالجائزة الأولى عن فئة أدب اليافعين العربي والتي ينظمها المجلس الإماراتي لكتب اليافعين.

## وصلات خارجية
- الموقع الرسمي